# Алексієвка (Пачелмський район)
Алексі́євка (рос. Алексеевка) — село у складі Пачелмського району Пензенської області, Росія.
Населення — 297 осіб (2010; 360 у 2002).
Національний склад станом на 2002 рік:
- росіяни — 96 %